# 单创
单创是一家跨境电商平台，隶属ACCESS品牌管理集团，主要购物形式是通过APP购买跨境商品，总部在澳大利亚悉尼，在墨尔本、中国杭州、新西兰奥克兰有分公司。
1. ↑  人民网. . 人民网.   [2020-11-19]. （原始内容存档于2020-11-27）.
2. ↑  Access集团官网. . Access集团官网.   [2020-12-07]. （原始内容存档于2020-11-28）.